# Joseph B. Soloveitchik
Joseph B. Soloveitchik   (Prujani, 27 de febrer de 1903 - Boston, 9 d'abril de 1993) (en hebreu: יוסף דוב הלוי סולובייצ'יק) fou un il·lustre rabí ortodox americà, talmudista i filòsof. És un descendent de la família Soloveitchik, una dinastia de rabins originaris de Lituània.

## Història
Va ser el director de la ieixivà, el director d'estudis religiosos, de la Universitat Yeshiva, situada a Nova York. Soloveitchik buscava un equilibri entre la ciència, la democràcia, i el judaisme ortodox.
Durant el trascurs de la seva carrera prolífica, a la institució, va participar en la formació i en la coordinació de 2.000 rabins. Joseph B. Soloveitchik és considerat com una personalitat important del judaisme ortodox modern, la facció dels jueus ortodoxos que aspiren a una inserció gairebé completa i possible en la societat, en el marc de l'Halacà, la Llei jueva.
El rabí va inspirar a desenes de milers de jueus d'aquest corrent filosòfic i és una figura religiosa pels nombrosos llibres que va publicar (més de 70) i pels seus famosos discursos. En 1937, va crear l'Escola Maimònides (en anglès: Maimonides School) a Brookline, Boston.

## Filosofia
Un punt central de la seva filosofia és la cerca d'una síntesi entre el món jueu tradicional i el món occidental. A diferència del Rabí Samson Rafael Hirsch, que va intentar aproximar el món jueu a la cultura alemanya, Soloveitchik es va centrar principalment en la sabiduria occidental, encarnada pels estudis universitaris. El rabí va establir el requeriment d'un diploma universitari, com a condició per a l'obtenció l'ordenació rabínica (semicha), a la Universitat Yeshiva.

## Sionisme
Abans i durant la Segona Guerra Mundial, Soloveitchik formava part de l'Assemblea dels Savis de la Torà (Moetzes Guedolei HaTorà), el consell rabínic de l'organització Agudath Israel d'Amèrica, una organització tradicional i ortodoxa, que aleshores era antisionista. Profundament afectat per la Xoà, Soloveitchik va abandonar el moviment World Agudath Israel, i es va unir a l'organització Mizrachi (un moviment sionista i religiós). El rabí va ser el president honorífic de Mizrachi fins a la seva defunció.